# La casa del reloj
La casa del reloj fue un programa infantil de Televisión Española emitido entre 1971 y 1974 de lunes a viernes en horario de tarde y que alcanzó gran popularidad entre los niños españoles de los años 70. 

## Formato
Era una adaptación del espacio Playschool de la BBC.
El programa estaba dirigido por el realizador Miguel de la Hoz. Contaba con música de Manuel Gracia Fuentes y guiones de Lolo Rico, quien una década más tarde haría La bola de cristal, y Encarnación Martínez. Lo presentaron Miguel Vila, Maite Maynar, Pedro Meyer, Pepa Palau, Mercedes Ibáñez, Manolo Portillo y Paula Gardoqui. 
A lo largo del programa se realizaban trabajos manuales, los presentadores cantaban canciones relacionadas con el argumento del programa y se emitía un pequeño reportaje sobre temas diversos.
El reloj que daba nombre a la casa tenía forma de girasol y los personajes más populares del programa fueron: Marta, Poppy y Manzanillo. Marta era una muñeca, Poppy era una calabaza y Manzanillo era un pequeño burrito.
La casa del reloj, junto a Antena Infantil, Los Chiripitifláuticos y Un globo, dos globos, tres globos, son los programas infantiles más recordados por los niños de los años sesenta y setenta.
Fue considerado por el Grupo Joly uno de los cien mejores programas de la historia de la televisión en España.